# Partido Comunista (Turquía, 2014)
El Partido Comunista (en turco: Komünist Parti, o KP) es un partido comunista en Turquía fundado en 2014.

## Creación
Después de un período de disputas internas, dos facciones rivales del Partido Comunista de Turquía (TKP) alcanzaron un acuerdo el 15 de julio de 2014 para congelar las actividades del TKP, en el que también decidieron que ninguna de las dos facciones utilizaría las siglas ni el nombre del TKP. La facción liderada por Erkan Baş y Metin Çulhaoğlu adoptó el nombre Partido Comunista Popular de Turquía y la facción liderada por Kemal Okuyan y Aydemir Güler fundó el Partido Comunista.